# Хомутовка (Курская область)
Хомутовка — посёлок городского типа в Курской области России, административный центр Хомутовского района.

## География
Расположен в 56 км к юго-западу от железнодорожной станции Дмитриев-Льговский (на линии Брянск — Льгов) и в 116 км от Курска.
В 5 км от посёлка автодорога Орёл — Киев (2 км) примыкает к автомагистрали М-3 «Украина».

Киев — Орёл, Хомутовка 2 км.

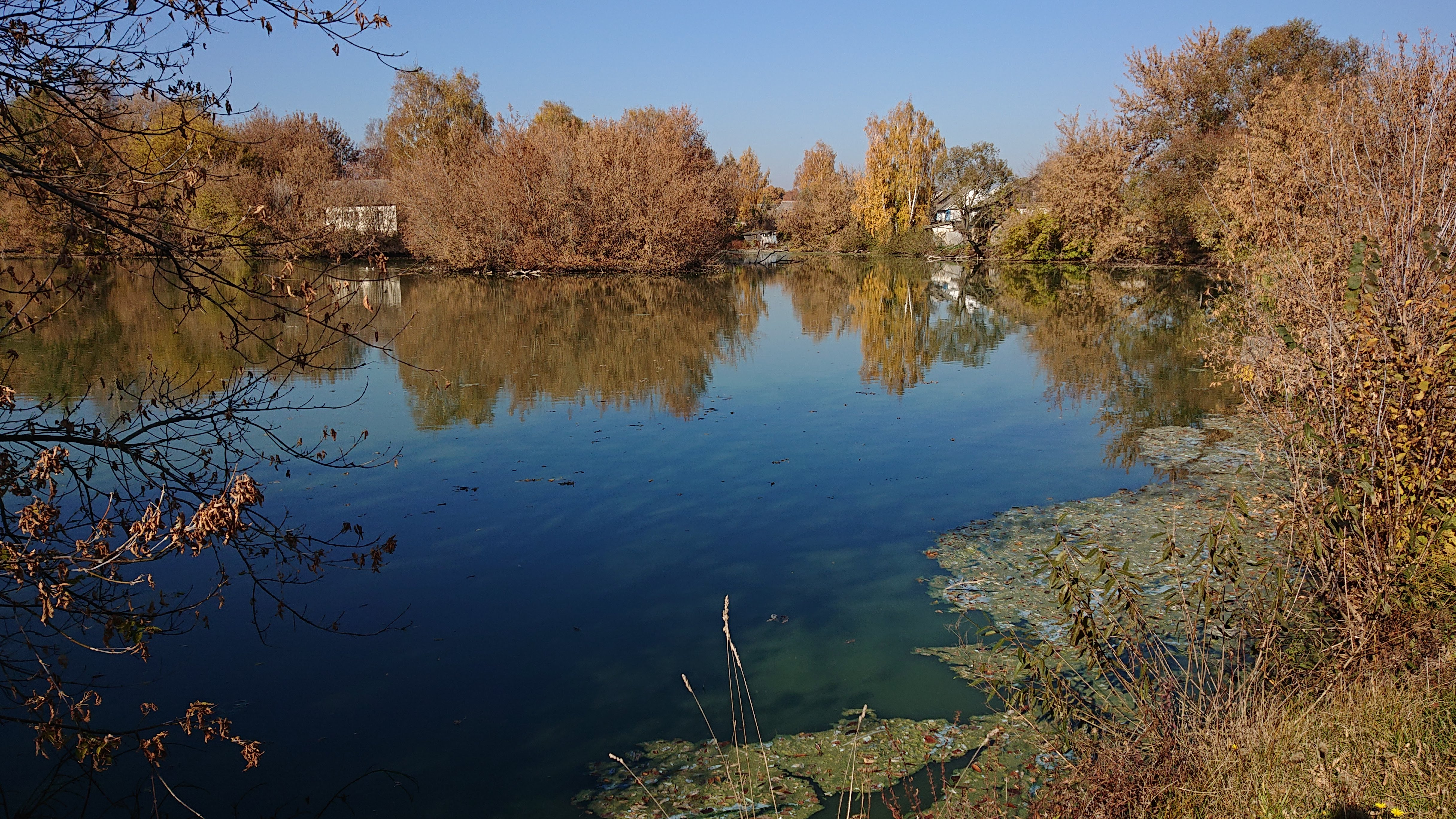
п. Хомутовка осенью

## История
Упоминается с 1686 года как новопоселённая слобода; первоначальное название — Комарицкий Холм, позднее село Соколье, Соколовка. Входила в Чемлыжский стан Комарицкой волости, позднее (до 1770-х гг.) — в Севский уезд. Название Хомутовка, наравне с Соколовкой, используется с первой половины XVIII века.
Указом императора Павла I село Соколовка была пожалованы принцессе Бирон и её многочисленным родственникам. После Биронов хозяйкой (уже Хомутовки) была Ольга Константиновна Брискорн, затем её дочь Елизавета Фёдоровна Левшина, затем (на рубеже XIX—XX вв.) внучка Ольга Алексеевна Левшина-Шауфус (жена Д. Н. Шауфуса), внук Дмитрий Алексеевич Левшин и правнук Дмитрий Фёдорович Левшин.
Статус посёлка городского типа — с 1967 года.

## Достопримечательности
Сохранилась усадьба Левшиных — памятник архитектуры XVIII века (усадебный дом-дворец в духе «петровского барокко», старинный парк).

## Население
| 1939  | 1959  | 1970  | 1979  | 1989  | 2002  | 2009  | 2010  | 2012  | 2013  | 2014  | 2015  |
| ----- | ----- | ----- | ----- | ----- | ----- | ----- | ----- | ----- | ----- | ----- | ----- |
| 2182  | ↗2647 | ↗3990 | ↗4953 | ↗5578 | ↘5050 | ↘4516 | ↘4230 | ↘4118 | ↘4000 | ↘3897 | ↘3731 |
| 2016  | 2017  | 2018  | 2019  | 2020  | 2021  |       |       |       |       |       |       |
| ↘3634 | ↘3579 | ↘3536 | ↘3477 | ↘3416 | ↗3750 |       |       |       |       |       |       |

Национальный состав
По итогам переписи населения 2020 года проживали следующие национальности (национальности менее 0,1 % и другое, см. в сноске к строке «Другие»):
| Национальность | Численность, чел. | Доля     |
| -------------- | ----------------- | -------- |
| Русские        | 3656              | 97,49 %  |
| Украинцы       | 7                 | 0,19 %   |
| Другие         | 87                | 2,32 %   |
| Итого          | 3750              | 100,00 % |

## Транспорт
Автобусное сообщение с областным центром, с населёнными пунктами района.

## Галерея

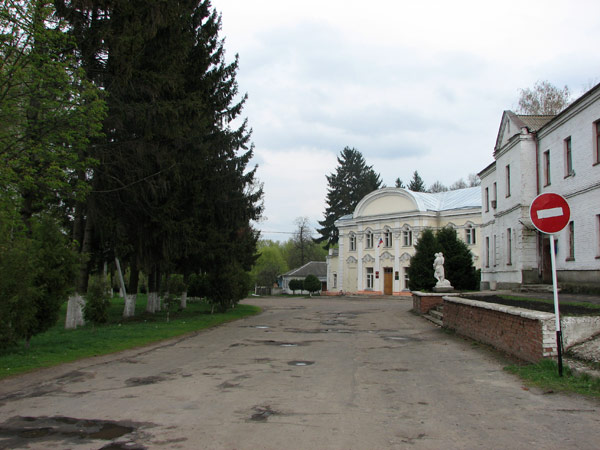
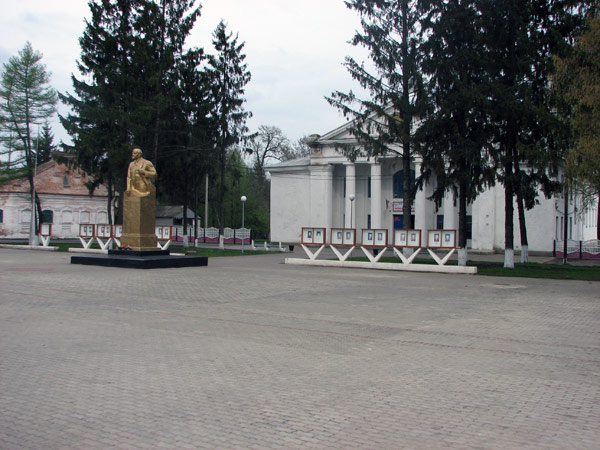
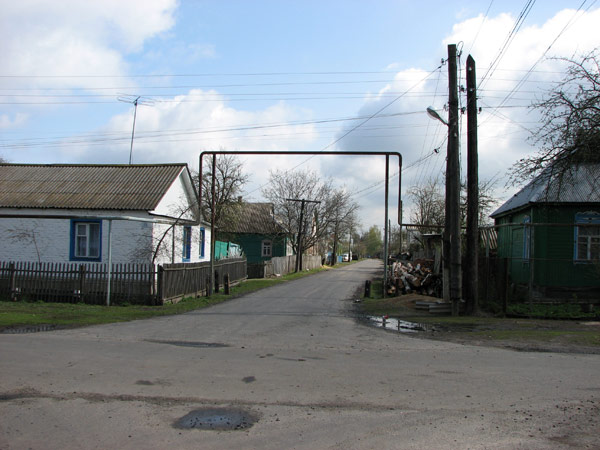
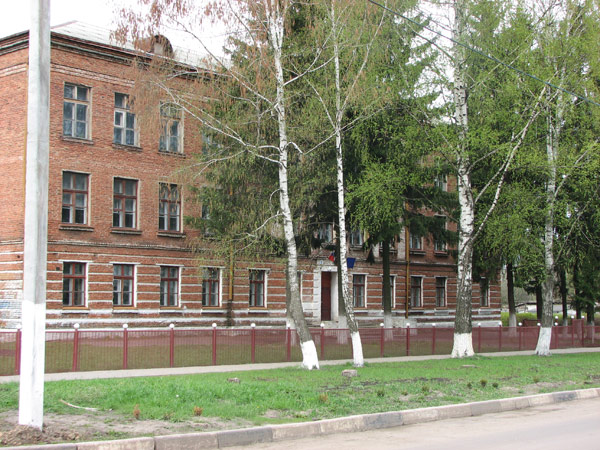
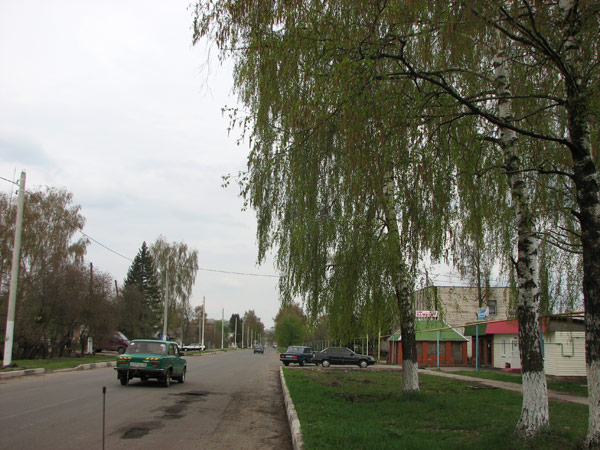
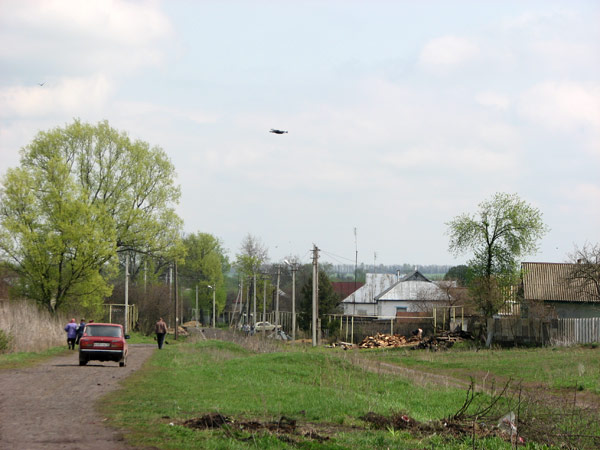